# 2. Bundesliga de 2017–18
A 2. Bundesliga de 2017–18 foi a 44º edição da Segunda Divisão da Alemanha. O campeonato começou em 28 de julho de 2017 e terminou em 13 de maio de 2018. Os play-offs terminaram em 23 de maio.

## Sistema de competição
Participam da 2. Bundesliga 18 clubes que, seguindo um calendário estabelecido por sorteio, se enfrentam entre si em duas partidas de ida e volta. O vencedor de cada partida conquista três pontos, enquanto o empate um ponto e a derrota, zero pontos.
O torneio é disputado nos meses de julho de 2017 até maio de 2018. Ao final da temporada, os dois primeiros colocados se classificarão à 1. Bundesliga, e o terceiro colocado disputará sua promoção com o 16º colocado da 1. Bundesliga. Os dois últimos serão rebaixados à 3. Liga e o 16º colocado disputará sua permanência com o terceiro colocado da 3. Liga.

## Equipes

### Mudança de times
| Pos | Promovidos à 1. Bundesliga |
| --- | -------------------------- |
| 1º  | Stuttgart                  |
| 2º  | Hannover 96                |

| Pos | Rebaixados da 1. Budesliga |
| --- | -------------------------- |
| 17º | Ingolstadt                 |
| 18º | Darmstadt 98               |

| Pos | Promovidos da 3. Liga       |
| --- | --------------------------- |
| 1º  | Duisburg                    |
| 2º  | Holstein Kiel               |
| 3º  | Jahn Regensburg (Play-offs) |

| Pos | Rebaixados à 3. Liga     |
| --- | ------------------------ |
| 16º | 1860 München (Play-offs) |
| 17º | Würzburger Kickers       |
| 18º | Karlsruher               |

### Clubes participantes
| Equipe                 | Cidade         | Treinador            | Capitão          | Estádio                        | Capacidade |
| ---------------------- | -------------- | -------------------- | ---------------- | ------------------------------ | ---------- |
| Arminia Bielefeld      | Bielefeld      | Jeff Saibene         | Julian Börner    | Schüco Arena                   | 27.300     |
| Bochum                 | Bochum         | Robin Dutt           | Felix Bastians   | Rewirpowerstadion              | 30.748     |
| Darmstadt 98           | Darmstadt      | Dirk Schuster        | Aytaç Sulu       | Merck-Stadion am Böllenfalltor | 16.500     |
| Duisburg               | Duisburgo      | Iliya Gruev          | Kevin Wolze      | Schauinsland-Reisen-Arena      | 31.514     |
| Dynamo Dresden         | Dresden        | Uwe Neuhaus          | Marco Hartmann   | Glücksgas-Stadion              | 32.066     |
| Eintracht Braunschweig | Brunsvique     | Torsten Lieberknecht | Ken Reichel      | Eintracht-Stadion              | 25.540     |
| Erzgebirge Aue         | Aue            | Hannes Drews         | Martin Männel    | Sparkassen-Erzgebirgsstadion   | 16.000     |
| Fortuna Düsseldorf     | Düsseldorf     | Friedhelm Funkel     | Oliver Fink      | Esprit Arena                   | 54.600     |
| Greuther Fürth         | Fürth          | Damir Burić          | Balázs Megyeri   | Stadion am Laubenweg           | 18.000     |
| Heidenheim             | Heidenheim     | Frank Schmidt        | Marc Schnatterer | Voith-Arena                    | 10.001     |
| Holstein Kiel          | Kiel           | Markus Anfang        | Rafael Czichos   | Holstein-Stadion               | 11.522     |
| Ingolstadt             | Ingolstadt     | Stefan Leitl         | Marvin Matip     | Audi-Sportpark                 | 15.445     |
| Jahn Regensburg        | Ratisbona      | Achim Beierlorzer    | Marco Grüttner   | Continental Arena              | 15.224     |
| Kaiserslautern         | Kaiserslautern | Michael Frontzeck    | Daniel Halfar    | Fritz-Walter-Stadion           | 49.780     |
| Nürnberg               | Nuremberga     | Michael Köllner      | Hanno Behrens    | Grundig Stadion                | 46.780     |
| Sandhausen             | Sandhausen     | Kenan Kocak          | Stefan Kulovits  | Hardtwaldstadion               | 12.100     |
| St. Pauli              | Hamburgo       | Markus Kauczinski    | Bernd Nehrig     | Millerntor-Stadion             | 29.546     |
| Union Berlin           | Berlim         | André Hofschneider   | Felix Kroos      | Alte Försterei                 | 18.432     |

### Equipes porLänder
| Länder                     | N. | Equipes                                                  |
| -------------------------- | -- | -------------------------------------------------------- |
| Renânia do Norte-Vestfália | 4  | Arminia Bielefeld, Bochum, Duisburg e Fortuna Düsseldorf |
| Baviera                    | 4  | Jahn Regensburg, Greuther Fürth, Ingolstadt e Nürnberg   |
| Baden-Württemberg          | 2  | Heidenheim e Sandhausen                                  |
| Saxônia                    | 2  | Dynamo Dresden e Erzgebirge Aue                          |
| Baixa Saxônia              | 1  | Eintracht Braunschweig                                   |
| Berlim                     | 1  | Union Berlin                                             |
| Hesse                      | 1  | Darmstadt 98                                             |
| Hamburgo                   | 1  | St. Pauli                                                |
| Schleswig-Holstein         | 1  | Holstein Kiel                                            |
| Renânia-Palatinado         | 1  | Kaiserslautern                                           |

### Mudanças de treinadores
| Clube           | Antecessor       | Motivo                           | Data                   | Pos.          | Sucessor           | Ref.          |
| --------------- | ---------------- | -------------------------------- | ---------------------- | ------------- | ------------------ | ------------- |
| St. Pauli       | Ewald Lienen     | Remanejado                       | 30 de junho de 2017    | Pré-temporada | Olaf Janßen        | [ 3 ]         |
| Jahn Regensburg | Heiko Herrlich   | Contratado pelo Bayer Leverkusen | 30 de junho de 2017    | Pré-temporada | Achim Beierlorzer  | [ 4 ] [ 5 ]   |
| Erzgebirge Aue  | Domenico Tedesco | Contratado pelo Schalke 04       | 30 de junho de 2017    | Pré-temporada | Thomas Letsch      | [ 6 ] [ 7 ]   |
| Bochum          | Gertjan Verbeek  | Demitido                         | 11 de julho de 2017    | Pré-temporada | Ismail Atalan      | [ 8 ]         |
| Erzgebirge Aue  | Thomas Letsch    | Demitido                         | 14 de agosto de 2017   | 18º           | Hannes Drews       | [ 9 ] [ 10 ]  |
| Ingolstadt      | Maik Walpurgis   | Demitido                         | 22 de agosto de 2017   | 18º           | Stefan Leitl       | [ 11 ]        |
| Greuther Fürth  | János Radoki     | Demitido                         | 28 de agosto de 2017   | 18º           | Damir Burić        | [ 12 ] [ 13 ] |
| Kaiserslutern   | Norbert Meier    | Demitido                         | 20 de setembro de 2017 | 18º           | Jeff Strasser      | [ 14 ] [ 15 ] |
| Bochum          | Ismail Atalan    | Demitido                         | 9 de outubro de 2017   | 13º           | Jens Rasiejewski   | [ 16 ]        |
| Union Berlin    | Jens Keller      | Demitido                         | 4 de dezembro de 2017  | 4º            | André Hofschneider | [ 17 ]        |
| St. Pauli       | Olaf Janßen      | Demitido                         | 7 de dezembro de 2017  | 14º           | Markus Kauczinski  | [ 18 ]        |
| Darmstadt 98    | Torsten Frings   | Demitido                         | 9 de dezembro de 2017  | 16º           | Dirk Schuster      | [ 19 ] [ 20 ] |
| Kaiserslautern  | Jeff Strasser    | Resignado                        | 1 de fevereiro de 2018 | 18º           | Michael Frontzeck  | [ 21 ]        |
| Bochum          | Jens Rasiejewski | Demitido                         | 7 de fevereiro de 2018 | 14º           | Robin Dutt         | [ 22 ]        |

## Classificação
Atualizado em 13 de maio de 2018.
| Pos | Equipes                | Pts | J  | V  | E  | D  | GM | GS | SG  | Classificação ou rebaixamento             |
| --- | ---------------------- | --- | -- | -- | -- | -- | -- | -- | --- | ----------------------------------------- |
| 1   | Fortuna Düsseldorf     | 63  | 34 | 19 | 6  | 9  | 57 | 44 | +13 | Promoção à Bundesliga de 2018–19          |
| 2   | Nürnberg               | 60  | 34 | 17 | 9  | 8  | 61 | 39 | +22 | Promoção à Bundesliga de 2018–19          |
| 3   | Holstein Kiel          | 56  | 34 | 14 | 14 | 6  | 71 | 44 | +27 | Play-off da Promoção                      |
| 4   | Arminia Bielefeld      | 48  | 34 | 12 | 12 | 10 | 51 | 47 | +4  |                                           |
| 5   | Jahn Regensburg        | 48  | 34 | 14 | 6  | 14 | 53 | 53 | 0   |                                           |
| 6   | Bochum                 | 48  | 34 | 13 | 9  | 12 | 37 | 40 | –3  |                                           |
| 7   | Duisburg               | 48  | 34 | 13 | 9  | 12 | 52 | 56 | –4  |                                           |
| 8   | Union Berlin           | 47  | 34 | 12 | 11 | 11 | 54 | 46 | +8  |                                           |
| 9   | Ingolstadt             | 45  | 34 | 12 | 9  | 13 | 47 | 45 | +2  |                                           |
| 10  | Darmstadt 98           | 43  | 34 | 10 | 13 | 11 | 47 | 45 | +2  |                                           |
| 11  | Sandhausen             | 43  | 34 | 11 | 10 | 13 | 35 | 33 | +2  |                                           |
| 12  | St. Pauli              | 43  | 34 | 11 | 10 | 13 | 35 | 48 | –13 |                                           |
| 13  | Heidenheim             | 42  | 34 | 11 | 9  | 14 | 50 | 56 | –6  |                                           |
| 14  | Dynamo Dresden         | 41  | 34 | 11 | 8  | 15 | 42 | 52 | –10 |                                           |
| 15  | Greuther Fürth         | 40  | 34 | 10 | 10 | 14 | 37 | 48 | –11 |                                           |
| 16  | Erzgebirge Aue         | 40  | 34 | 10 | 10 | 14 | 35 | 49 | –14 | Play-off do Rebaixamento                  |
| 17  | Eintracht Braunschweig | 39  | 34 | 8  | 15 | 11 | 37 | 43 | –6  | Zona de rebaixamento à 3. Liga de 2018–19 |
| 18  | Kaiserslautern         | 35  | 34 | 9  | 8  | 17 | 42 | 55 | –13 | Zona de rebaixamento à 3. Liga de 2018–19 |

### Confrontos
|                        | ARB | BOC | DAR | DUI | DYD | EIB | ERA | FOD | GRF | HEI | HOK | ING | JAR | KAI | NÜR | SAN | STP | UNB |
| ---------------------- | --- | --- | --- | --- | --- | --- | --- | --- | --- | --- | --- | --- | --- | --- | --- | --- | --- | --- |
| Arminia Bielefeld      | —   | 2–0 | 2–0 | 0–4 | 2–3 | 2–2 | 2–0 | 0–2 | 0–0 | 1–1 | 1–1 | 1–3 | 2–1 | 3–2 | 1–0 | 0–0 | 5–0 | 1–1 |
| Bochum                 | 0–1 | —   | 2–1 | 0–2 | 3–2 | 2–0 | 2–1 | 0–0 | 1–1 | 1–2 | 1–1 | 2–0 | 1–1 | 3–2 | 0–0 | 2–0 | 0–1 | 2–1 |
| Darmstadt 98           | 4–3 | 1–2 | —   | 1–2 | 3–3 | 1–1 | 1–0 | 1–0 | 1–0 | 1–1 | 1–1 | 1–1 | 0–1 | 1–2 | 3–4 | 1–2 | 3–0 | 3–1 |
| Duisburg               | 2–2 | 1–1 | 1–2 | —   | 2–0 | 0–0 | 3–0 | 1–2 | 2–0 | 3–3 | 1–3 | 2–1 | 4–1 | 1–4 | 1–6 | 0–2 | 2–0 | 1–1 |
| Dynamo Dresden         | 0–2 | 2–0 | 0–2 | 1–0 | —   | 1–1 | 4–0 | 1–2 | 1–1 | 3–2 | 0–4 | 2–2 | 1–0 | 1–2 | 1–1 | 0–4 | 1–3 | 0–1 |
| Eintracht Braunschweig | 0–0 | 1–0 | 2–2 | 3–2 | 1–1 | —   | 1–1 | 0–1 | 3–0 | 2–0 | 0–0 | 0–2 | 2–1 | 1–2 | 2–3 | 1–1 | 0–2 | 1–0 |
| Erzgebirge Aue         | 1–1 | 1–1 | 1–0 | 1–3 | 0–0 | 1–3 | —   | 0–2 | 2–1 | 1–1 | 0–3 | 0–0 | 1–0 | 2–1 | 3–1 | 1–0 | 2–1 | 1–2 |
| Fortuna Düsseldorf     | 4–2 | 1–2 | 1–0 | 3–1 | 1–3 | 2–2 | 2–1 | —   | 1–1 | 2–2 | 1–1 | 3–0 | 1–0 | 2–0 | 0–2 | 1–0 | 2–1 | 3–2 |
| Greuther Fürth         | 1–2 | 1–1 | 1–1 | 2–2 | 1–0 | 2–1 | 2–1 | 3–1 | —   | 1–0 | 0–0 | 0–1 | 1–2 | 2–1 | 1–3 | 2–1 | 4–0 | 2–1 |
| Heidenheim             | 2–2 | 1–0 | 2–2 | 1–2 | 0–2 | 2–0 | 2–1 | 3–1 | 1–1 | —   | 3–5 | 1–2 | 1–3 | 3–2 | 1–0 | 2–0 | 3–1 | 4–3 |
| Holstein Kiel          | 2–1 | 3–0 | 0–0 | 5–0 | 3–0 | 6–2 | 2–2 | 2–2 | 3–1 | 2–1 | —   | 0–0 | 1–1 | 2–1 | 1–3 | 2–2 | 0–1 | 2–2 |
| Ingolstadt             | 2–2 | 0–1 | 3–0 | 2–2 | 4–2 | 0–2 | 1–2 | 1–0 | 3–0 | 3–0 | 1–5 | —   | 2–4 | 1–3 | 1–1 | 0–0 | 0–1 | 0–1 |
| Jahn Regensburg        | 3–2 | 0–1 | 0–3 | 4–0 | 0–2 | 2–1 | 1–3 | 4–3 | 3–2 | 2–0 | 1–2 | 3–2 | —   | 3–1 | 0–1 | 2–1 | 3–1 | 0–2 |
| Kaiserslautern         | 0–2 | 0–0 | 1–1 | 0–1 | 0–1 | 1–1 | 0–2 | 1–3 | 3–0 | 1–0 | 3–1 | 1–1 | 1–1 | —   | 1–1 | 0–1 | 1–1 | 4–3 |
| Nürnberg               | 1–2 | 3–1 | 1–1 | 3–1 | 2–1 | 2–0 | 4–1 | 2–3 | 0–2 | 3–2 | 2–2 | 1–2 | 2–2 | 3–0 | —   | 1–0 | 0–1 | 2–2 |
| Sandhausen             | 3–1 | 2–3 | 1–1 | 0–1 | 1–0 | 0–0 | 1–1 | 1–2 | 0–0 | 1–2 | 3–1 | 1–0 | 2–0 | 1–0 | 0–2 | —   | 1–1 | 1–0 |
| St. Pauli              | 1–0 | 2–1 | 0–1 | 2–2 | 2–2 | 0–0 | 1–1 | 1–2 | 3–0 | 1–0 | 3–2 | 0–4 | 2–2 | 1–1 | 0–0 | 1–1 | —   | 0–1 |
| Union Berlin           | 1–1 | 3–1 | 3–3 | 0–0 | 0–1 | 1–1 | 0–0 | 3–1 | 3–1 | 1–1 | 4–3 | 1–2 | 2–2 | 5–0 | 0–1 | 2–1 | 1–0 | —   |

| Vitória do mandante; Vitória do visitante; Empate. | Em negrito os jogos "clássicos". |

## Play-offs

### Play-off de promoção

#### Jogo de ida
| 17 de maio de 2018 | Wolfsburg                           | 3 – 1     | Holstein Kiel | Volkswagen Arena, Wolfsburg            |
| 20:30 (UTC+2)      | Origi 13' · Brekalo 40' · Mallı 56' | Relatório | 34' Schindler | Público: 28 800 Árbitro: Deniz Aytekin |

#### Jogo de volta
| 21 de maio de 2018 | Holstein Kiel | 0 – 1     | Wolfsburg  | Holstein-Stadion, Kiel                  |
| 20:30 (UTC+2)      |               | Relatório | 75' Knoche | Público: 12 000 Árbitro: Daniel Siebert |

Wolfsburg venceu o play-off por 4–1 no placar agregado e permaneceu na Bundesliga.

### Play-off de rebaixamento

#### Jogo de ida
| 18 de maio de 2018 | Karlsruher | 0 – 0     | Erzgebirge Aue | Wildparkstadion, Karlsruhe                |
| 18:15 (UTC+2)      |            | Relatório |                | Público: 25 906 Árbitro: Sascha Stegemann |

#### Jogo de volta
| 22 de maio de 2018 | Erzgebirge Aue        | 3 – 1     | Karlsruher      | Erzgebirgsstadion, Aue                   |
| 18:15 (UTC+2)      | Bertram 25', 53', 75' | Relatório | 44' Schleusener | Público: 16 000 Árbitro: Bastian Dankert |

Erzgebirge Aue venceu por 3–1 no agregado e permaneceu na 2. Bundesliga.

## Desempenho
Clubes que lideraram o campeonato ao final de cada rodada:
| Rodadas | Rodadas | Rodadas | Rodadas | Rodadas | Rodadas | Rodadas | Rodadas | Rodadas | Rodadas | Rodadas | Rodadas | Rodadas | Rodadas | Rodadas | Rodadas | Rodadas | Rodadas | Rodadas | Rodadas | Rodadas | Rodadas | Rodadas | Rodadas | Rodadas | Rodadas | Rodadas | Rodadas | Rodadas | Rodadas | Rodadas | Rodadas | Rodadas | Rodadas |
| ------- | ------- | ------- | ------- | ------- | ------- | ------- | ------- | ------- | ------- | ------- | ------- | ------- | ------- | ------- | ------- | ------- | ------- | ------- | ------- | ------- | ------- | ------- | ------- | ------- | ------- | ------- | ------- | ------- | ------- | ------- | ------- | ------- | ------- |
| 1       | 2       | 3       | 4       | 5       | 6       | 7       | 8       | 9       | 10      | 11      | 12      | 13      | 14      | 15      | 16      | 17      | 18      | 19      | 20      | 21      | 22      | 23      | 24      | 25      | 26      | 27      | 28      | 29      | 30      | 31      | 32      | 33      | 34      |
| NÜR     | NÜR     | ARB     | FOD     | FOD     | HOK     | FOD     | FOD     | FOD     | FOD     | FOD     | FOD     | FOD     | HOK     | HOK     | HOK     | HOK     | FOD     | FOD     | FOD     | FOD     | FOD     | NÜR     | NÜR     | FOD     | FOD     | FOD     | FOD     | FOD     | FOD     | FOD     | FOD     | NÜR     | FOD     |

Clubes que ficaram na última posição do campeonato ao final de cada rodada:
| Rodadas | Rodadas | Rodadas | Rodadas | Rodadas | Rodadas | Rodadas | Rodadas | Rodadas | Rodadas | Rodadas | Rodadas | Rodadas | Rodadas | Rodadas | Rodadas | Rodadas | Rodadas | Rodadas | Rodadas | Rodadas | Rodadas | Rodadas | Rodadas | Rodadas | Rodadas | Rodadas | Rodadas | Rodadas | Rodadas | Rodadas | Rodadas | Rodadas | Rodadas |
| ------- | ------- | ------- | ------- | ------- | ------- | ------- | ------- | ------- | ------- | ------- | ------- | ------- | ------- | ------- | ------- | ------- | ------- | ------- | ------- | ------- | ------- | ------- | ------- | ------- | ------- | ------- | ------- | ------- | ------- | ------- | ------- | ------- | ------- |
| 1       | 2       | 3       | 4       | 5       | 6       | 7       | 8       | 9       | 10      | 11      | 12      | 13      | 14      | 15      | 16      | 17      | 18      | 19      | 20      | 21      | 22      | 23      | 24      | 25      | 26      | 27      | 28      | 29      | 30      | 31      | 32      | 33      | 34      |
| KAI     | ERA     | ING     | GRF     | GRF     | KAI     | KAI     | KAI     | GRF     | KAI     | KAI     | KAI     | KAI     | KAI     | KAI     | KAI     | KAI     | KAI     | KAI     | KAI     | KAI     | KAI     | KAI     | KAI     | KAI     | KAI     | KAI     | KAI     | KAI     | KAI     | KAI     | KAI     | KAI     | KAI     |

## Estatísticas
| Pos. | Jogador            | Equipe             | Gols |
| ---- | ------------------ | ------------------ | ---- |
| 1    | Marvin Ducksch     | Holstein Kiel      | 18   |
| 2    | Hanno Behrens      | Nürnberg           | 14   |
| 2    | Lukas Hinterseer   | Bochum             | 14   |
| 2    | Steven Skrzybski   | Union Berlin       | 14   |
| 5    | Marco Grüttner     | Jahn Regensburg    | 13   |
| 5    | Rouwen Hennings    | Fortuna Düsseldorf | 13   |
| 5    | Andreas Voglsammer | Arminia Bielefeld  | 13   |
| 8    | Samuel Andersson   | Kaiserslautern     | 12   |
| 8    | Dominick Drexler   | Holstein Kiel      | 12   |
| 8    | Mikael Ishak       | Nürnberg           | 12   |
| 8    | Sebastian Polter   | Union Berlin       | 12   |
| 8    | Kingsley Schindler | Holstein Kiel      | 12   |

| Pos. | Jogador                 | Equipe            | Assis. |
| ---- | ----------------------- | ----------------- | ------ |
| 1    | Sonny Kittel            | Ingolstadt        | 13     |
| 1    | Marc Schnatterer        | Heidenheim        | 13     |
| 3    | Enrico Valentini        | Nürnberg          | 11     |
| 4    | Christopher Trimmel     | Union Berlin      | 9      |
| 5    | Dominick Drexler        | Holstein Kiel     | 7      |
| 5    | Marvin Ducksch          | Holstein Kiel     | 7      |
| 5    | Tobias Kempe            | Darmstadt 98      | 7      |
| 5    | Fabian Klos             | Arminia Bielefeld | 7      |
| 5    | Christian Tiffert       | Erzgebirge Aue    | 7      |
| 10   | Marco Grüttner          | Jahn Regensburg   | 6      |
| 10   | Konstantin Kerschbaumer | Arminia Bielefeld | 6      |
| 10   | Pascal Köpke            | Erzgebirge Aue    | 6      |
| 10   | Steven Lewerenz         | Holstein Kiel     | 6      |
| 10   | Kevin Stöger            | Bochum            | 6      |
| 10   | Moritz Stoppelkamp      | Duisburg          | 6      |
| 10   | Patrick Weihrauch       | Arminia Bielefeld | 6      |

### Hat-tricks
Atualizado em 6 de maio de 2018
| Jogador          | Para           | Contra                 | Resultado | Data                   | Ref.   |
| ---------------- | -------------- | ---------------------- | --------- | ---------------------- | ------ |
| Mikael Ishak     | Nürnberg       | Duisburg               | 6–1       | 16 de setembro de 2017 | [ 24 ] |
| Sebastian Polter | Nürnberg       | Kaiserslautern         | 5–0       | 29 de novembro de 2017 | [ 25 ] |
| Marvin Ducksch   | Holstein Kiel  | Heidenheim             | 5–3       | 15 de outubro de 2017  | [ 26 ] |
| Osayamen Osawe   | Kaiserslautern | Duisburg               | 4–1       | 31 de março de 2018    | [ 27 ] |
| Steven Lewerenz4 | Holstein Kiel  | Eintracht Braunschweig | 6–2       | 13 de maio de 2018     | [ 28 ] |

4 Jogador marcou quatro gols.